# Marina da Glória
A Marina da Glória é uma marina localizada no Aterro do Flamengo no bairro da Glória, Rio de Janeiro. Faz parte do Parque Brigadeiro Eduardo Gomes e é banhada pelas águas da Baía de Guanabara, na cidade do Rio de Janeiro, no Brasil. Foi utilizada em 2007 nos jogos pan-americanos como o local de partida e chegada dos barcos que disputaram as competições de iatismo.
Em 2011, foi palco do Sorteio das Eliminatórias da Copa do Mundo FIFA de 2014, o primeiro evento oficial da competição no Brasil, o país-sede.
Em 2016, foi o local das competições da Vela, nos Jogos Olímpicos de Verão em agosto e  nos Jogos Paralímpicos em setembro.